# WarioWare
WarioWare, conocido como Made in Wario (メイド イン ワリオ, Meido in Wario) en Japón, es una saga de videojuegos en los que Wario, un personaje de Nintendo, es el protagonista. La franquicia comenzó en 2003, con el lanzamiento del juego WarioWare, Inc.: Minigame Mania para Game Boy Advance.
El primer juego de la saga fue desarrollado por Nintendo R&D1, mientras que los siguientes juegos han sido codesarrollados por Intelligent Systems.
La característica distintiva de todos los juegos de la saga WarioWare es que son colecciones de «microjuegos» que hay que jugar en una rápida sucesión. Cada uno de esos microjuegos normalmente dura siete segundos, excepto en WarioWare: D.I.Y. y de no ser completado con éxito, se pierde una vida.

## Personajes
- Wario: Es el principal protagonista que quiere hacerse millonario buscando tesoros y creando videojuegos. Le encanta el ajo.
- Cricket: Es un joven aprendiz de artes marciales y alumno de Mantis. Come muchos bollos de carne porque está en pleno crecimiento.
- 18-Volt: Es un niño de 9 años de edad que estudia la primaria. Muchos lo confunden con un adulto debido a su estatura y su voz. Le gustan los videojuegos retro (De los 80's, 90's, etc.)
- Mona: Es una chica que aún estudia el bachillerato que siempre está ocupada con sus deberes y actividades extraescolares. En WarioWare: Gold se demostró que está enamorada de Wario. Se sabe que tiene tres mascotas: un elefante, un cerdo y un mono.
- Dribble y Spitz: Son un perro y un gato respectivamente. Son dos taxistas de Ciudad Diamante que llevan a gente tanto en la Tierra como en la galaxia.
- Dr. Crygor: Es un científico que se le da muy bien inventar ingenios mecánicos. Es algo difícil entenderlo.
- 9-Volt: Es un niño que ama jugar videojuegos de Nintendo todo el día. Además se sabe que monta en patineta, juega bien al yoyo y es muy buen DJ.
- Mike: Es un robot de karaoke inventado por el Dr. Crygor. Le encanta cantar pero es muy desafinado.
- Kat y Ana: Son dos pequeñas ninjas gemelas profesionales de Japón. Aún van al kinder.
- Jimmy T: Es un bailarín de élite que disfruta también hacer deporte. En sus ratos libres le gusta leer su correo electrónico.
- Ashley: Es una niña callada y con pésimo sentido del humor. Odia las "cursilerías". Le gusta comer.
- Orbulon: Es un extraterrestre de color blanco que paseaba por la galaxia. Cuando su ovni aterriza en la Tierra empieza a vivir pacíficamente en Ciudad Diamante.
- 5-Volt: Es la mamá de 9-Volt. Es muy amable y simpática pero da miedo cuando se enoja. Se dice que le transmitió la pasión por los videojuegos a su hijo.
- Red: Es el compañero de Ashley. Es un diablito muy amable pero también es muy miedoso y asustadizo.
- Master Mantis: Es el maestro de artes marciales de Cricket. A veces manda a sus alumnos por unos dumplings.
- Lulú: Es una pequeña niña que vive en Luxeville. Debutó en WarioWare: Gold como coprotagonista de la historia, y su misión era recuperar una bacinica que Wario había robado. Ahora empieza a visitar con frecuencia Ciudad Diamante. Está enamorada de Cricket.
- Pyoro: Es el personaje principal del videojuego más popular de Ciudad Diamante. En WarioWare: Get It Together! se vuelve personaje jugable.
- Penny: Es una científica y nieta de Crygor. Su sueño es llegar a ser una estrella del pop.

## Microjuegos
Los microjuegos son videojuegos sencillos creados por la compañía ficticia WarioWare, Inc. La línea de videojuegos de WarioWare tiene como tema principal los microjuegos, que normalmente son más sencillos y cortos que los minijuegos de la saga Mario Party.
La mayoría de la instrucciones de los microjuegos son simples verbos, o frases cortas, por lo que el jugador ha de suponer en muy poco tiempo el objetivo a conseguir en los microjuegos.

### Jugabilidad
Todos los microjuegos aparecen al azar dentro de cada una de las fases, cada una presentada por un personaje diferente. Cada personaje representa una clase de microjuegos.

### Tipos
Los microjuegos pueden ser de tres tipos, dependiendo de la condición requerida para completarlos:
- Microjuegos de completar, donde el jugador debe hacer algo en una cantidad de tiempo limitada.

- Microjuegos de supervivencia, donde el jugador ha de evitar algo, como ser tocado, pisado, etc.

- Minijuegos de jefe, los cuales suelen ocurrir al final de cada fase, siendo más largos y complejos que los microjuegos. Estos no tienen límite de tiempo.

Además de estos apartados generales, existen varios microjuegos fuera de categoría:
- Microjuegos de inteligencia, que duran el doble de tiempo, puesto requieren pensar algo más.

- Microjuegos multijugador, que aparecen en WarioWare, Inc.: Mega Party Game$! y WarioWare: Smooth Moves, que se usan para determinar quién empieza en una partida multijugador, o para deshacer un empate.

- Microjuegos de Fronk, aparecen solo en WarioWare: Twisted!, duran solo cuatro segundos y aparecen al azar durante el modo historia.

- Microjuegos de Nada, cierto microjuegos requieren que el jugador no haga nada en absoluto, como por ejemplo juegos de silencio en fases de microjuegos de micrófono en Touched!, o microjuegos en Twisted! donde la consola debe permanecer equilibrada para no mover el sensor que incorpora el cartucho. Igualmente, algunos juegos de supervivencia también pueden ser completados sin hacer nada.

## Juegos deWarioWare, Inc.
Los siguientes juegos WarioWare, Inc. han sido lanzados para consolas domésticas y portátiles de Nintendo:
| Título                             | Año  | Plataforma             | Características                                                       |
| ---------------------------------- | ---- | ---------------------- | --------------------------------------------------------------------- |
| WarioWare, Inc.: Minigame Mania    | 2003 | Game Boy Advance       | Cruceta y botones                                                     |
| WarioWare, Inc.: Mega Party Game$! | 2003 | Nintendo GameCube      | Multijugador                                                          |
| WarioWare: Twisted!                | 2004 | Game Boy Advance       | Cartucho con sensor giroscópico                                       |
| WarioWare: Touched!                | 2004 | Nintendo DS            | Pantalla táctil y micrófono                                           |
| WarioWare: Smooth Moves            | 2006 | Wii                    | Mando de Wii                                                          |
| WarioWare: Snapped!                | 2008 | Nintendo DSi (DSiWare) | Cámara digital                                                        |
| WarioWare: D.I.Y.                  | 2009 | Nintendo DS            | Pantalla táctil, botones y cruceta; creación de microjuegos propios   |
| WarioWare D.I.Y. Showcase          | 2009 | Wii (WiiWare)          | Mando de Wii                                                          |
| Game & Wario                       | 2013 | Wii U                  | Wii U GamePad                                                         |
| WarioWare Gold                     | 2018 | Nintendo 3DS           | Pantalla táctil, botones, cruceta, micrófono y sensores de movimiento |
| WarioWare: Get It Together!        | 2021 | Nintendo Switch        | Botones, cruceta.                                                     |
| WarioWare: Move It!                | 2023 | Nintendo Switch        | Botones, cruceta y sensores de movimiento                             |

## Apariciones en otros videojuegos
- La fábrica WarioWare aparece como una pista en Mario Power Tennis y Mario Hoops 3-on-3.
- El símbolo de WarioWare aparece en un cartel en el Teatro Yoshi en Mario & Luigi: Superstar Saga.
- WarioWare, Inc. es mencionado en el perfil de Wario en Mario Superstar Baseball.
- Wario es un personaje jugable en Super Smash Bros. Brawl y su forma principal es la de motociclista (también esta la original pero como estilo alterno). Puede transformarse en Wario-Man tras conseguir una Smash Ball. Su motocicleta, vista en WarioWare, se usa para sus ataques especiales. Kat y Ana también aparecen como ayudantes de trofeo. Varias pegatinas representan WarioWare, Inc.. También hay un escenario WarioWare, llamado WarioWare Inc., con varios microjuegos que se pueden ver de fondo, en uno de los cuales aparece Jimmy T.
- WarioWare, Inc. es mencionado en el modo historia del juego Mario & Sonic en los Juegos Olímpicos London 2012 por el mismísimo Wario.
- WarioWare hace una aparición en Rhythm Paradise Megamix en un desafío en el que cambian los personajes del juego por personajes de WarioWare.